# Grigore Moisil
Grigore Moisil (romanès: Grigore Constantin Moisil)  (Tulcea, 10 de gener de 1906 - Ottawa, 21 de maig de 1973) va ser un matemàtic romanès, pioner en informàtica i membre titular de l'Acadèmia Romanesa. La seva investigació es va centrar principalment en els camps de la lògica matemàtica (àlgebra de Łukasiewicz-Moisil), lògica algebraica, àlgebra de MT i equacions diferencials. Se'l veu com el pare de la informàtica a Romania.
Moisil també va ser membre de l'Acadèmia de Ciències de Bolonya i de l'Institut Internacional de Filosofia. El 1996, la IEEE Computer Society li va atorgar a títol pòstum el premi Computer Pioneer.

## Biografia
Grigore Moisil va néixer el 1906 a Tulcea en el si d'una família intel·lectual. El seu besavi, Grigore Moisil (1814–1891), clergue, va ser un dels fundadors del primer institut romanès de Năsăud. El seu pare, Constantin Moisil (1876–1958), era professor d'història, arqueòleg i numismàtic; com a membre de l'Acadèmia Romanesa, va ocupar el lloc de director de l'Oficina de Numismàtica de l'Acadèmia. La seva mare, Elena (1863-1949), va ser mestra a Tulcea, més tard directora de l'escola "Maidanul Dulapului" de Bucarest (ara escola "Ienăchiță Văcărescu").
Grigore Moisil va assistir a l'escola primària a Bucarest, després a secundària a Vaslui i Bucarest (a l'escola secundària "Spiru Haret ") entre 1916 i 1922. El 1924 fou admès a l'Escola d'Enginyeria Civil de la Universitat Politècnica de Bucarest, i també a l'Escola de Matemàtiques de la Universitat de Bucarest. Va mostrar un major interès per les matemàtiques, de manera que va deixar la Universitat Politècnica el 1929, tot i haver superat tots els exàmens de tercer any. El 1929 va defensar el seu doctorat, La mécanique analytique des systemes continus (Mecànica analítica de sistemes continus), davant una comissió dirigida per Gheorghe Țițeica, amb Dimitrie Pompeiu i Anton Davidoglu com a membres. La tesi va ser publicada el mateix any per l'editorial Gauthier-Villars de París i va rebre comentaris favorables de Vito Volterra, Tullio Levi-Civita i Paul Lévy.
El 1930, Moisil va anar a la Universitat de París per estudiar en matemàtiques, que va finalitzar l'any següent amb el document Sobre una classe de sistemes d'equacions amb derivades parcials de la física matemàtica. El 1931 va tornar a Romania, on va ser nomenat professor docent a l'Escola de Matemàtiques de la Universitat de Iași. Poc després va marxar a una beca d'un any de la Fundació Rockefeller per estudiar a Roma. El 1932 va tornar a Iași, on va romandre durant gairebé deu anys, desenvolupant una estreta relació amb el professor Alexandru Myller. Va impartir el primer curs d'àlgebra moderna a Romania, anomenat Lògica i teoria de la prova, a la Universitat de Iași. Durant aquest temps, va començar a escriure una sèrie d'articles basats en les obres de Jan Łukasiewicz en una lògica multivalor. La seva investigació en lògica matemàtica va establir les bases per a un treball important realitzat després a Romania, així com a l'Argentina, Iugoslàvia, Txecoslovàquia i Hongria. Mentre era a Iași, va completar una investigació destacable per les moltes idees noves i per la seva manera de trobar i utilitzar noves connexions entre conceptes de diferents àrees de les matemàtiques. El novembre de 1939 fou ascendit a professor titular.
El 1941 es va obrir una plaça de professor a la Universitat de Bucarest i Moisil va sol·licitar-la. Tot i això, Gheorghe Vrânceanu, Dan Barbilian i Miron Nicolescu també van sol·licitar el càrrec i Vrânceanu ho va aconseguir. Moisil es va adreçar al Ministeri d'Educació, argumentant que seria una gran oportunitat per a les matemàtiques a Romania si es poguessin designar els quatre. Com a resultat de la seva crida, es van contractar els quatre matemàtics. Moisil es va traslladar a Bucarest, on es va convertir en professor a l'Escola de Matemàtiques (més tard l'Escola de Matemàtiques i Informàtica) de la Universitat de Bucarest, el 30 de desembre de 1941.
Des del 1946 fins al 1948, Moisil va deixar l'excedència, sent nomenat enviat plenipotenciari a Ankara. Mentre estava a Turquia, va donar diverses sèries de conferències de matemàtiques a la Universitat d'Istanbul i a la Universitat Tècnica d'Istanbul.
El 1948 va reprendre la docència a la Universitat de Bucarest. Aquell mateix any va ser elegit membre de l'Acadèmia Romanesa i membre de l'Institut de Matemàtiques de l'Acadèmia Romanesa. Després de 1965, un dels seus estudiants, George Georgescu, va treballar estretament amb ell en lògiques amb múltiples valors i, després de la Revolució romanesa de 1989, es va convertir en professor de matemàtiques i lògica a la mateixa universitat i departament que Moisil el 1991. El seu estudiant també va publicar un ampli treball original sobre lògica algebraica, àlgebra de VM, àlgebra, topologia algebraica, categories d'àlgebres de VM, teoria de categories i àlgebra de Łukasiewicz-Moisil.

## Treballs destacats

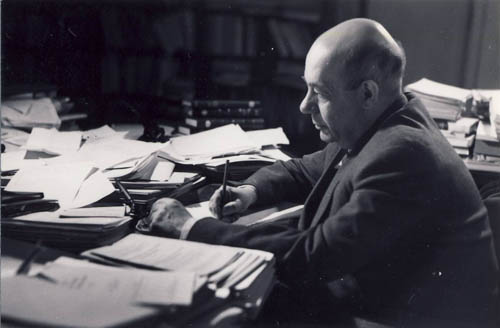
Moisil al seu escriptori

Moisil va publicar articles sobre mecànica, anàlisi matemàtica, geometria, àlgebra i lògica matemàtica. Va desenvolupar una extensió multidimensional de la derivada areolar de Pompeiu i va estudiar funcions monogèniques d'una variable hipercomplex amb aplicacions a la mecànica. Moisil també va introduir algunes àlgebres de molt valor, que va anomenar àlgebres de Łukasiewicz (ara també anomenades àlgebres de Łukasiewicz – Moisil), i les va utilitzar en la lògica i l'estudi de la teoria dels autòmats. Va crear nous mètodes per analitzar els autòmats finits i va tenir moltes contribucions al camp de la teoria dels autòmats en l'àlgebra.
Mentre que les primeres contribucions de Moisil van ser en matemàtiques, més tard va dedicar la seva activitat científica a la lògica matemàtica i la informàtica. Va ser professor de lògica matemàtica i informàtica a la Universitat de Bucarest, i també va ensenyar lògica booleana a la Universitat Politehnica de Bucarest. El 1957 va ajudar a configurar el primer ordinador romanès a l'Institut de Física Atòmica i va animar a diversos dels seus estudiants a aprendre programació. Així, va tenir un paper fonamental en el desenvolupament de la informàtica a Romania i en la formació de les primeres generacions d'informàtics romanesos. A més, diversos llibres de Moisil van tenir un impacte en el començament de la informàtica: Încercări Vechi și Noi în Logica Neoclasică [Noves i velles aproximacions a la lògica neoclàssica], 1953; Teoria Algebrică a Mecanismelor Automate [teoria algebraica dels autòmats], 1959; i Circuite cu Tranzistori [Circuits transistoritzats], 1961. Aquests llibres van ser traduïts a diversos idiomes, inclòs el rus i el txec. A més, va impartir conferències a diverses universitats d'Europa i Amèrica del Nord.
Moisil era membre titular de l'Acadèmia Romanesa i membre de l'Acadèmia de Bolonya. El 1996, va rebre excepcionalment a títol pòstum el premi Computer Pioneer de l'Institut d'Enginyers Elèctrics i Electrònics (Computer Society).

### Publicacions seleccionades
- Logique modale, Disquisit. Matemàtiques. Phys. 2 (1942), 3-98. MR 0020524 0020524
- Introduïu en àlgebra.'I. Inele și ideale. [Introducció a l'àlgebra. I. Anells i ideals], Editura Academiei Republicii Popular Române, Bucarest, 1954. MR 0069136 0069136
- Teoria algebrică a mecanismelor automate. [Teoria algebraica de les màquines automàtiques], Academia Republicii Popular Romîne, Editura Tehnică, Bucarest, 1959. MR 0120120 0120120
- Circuite cu tranzistori[Transistor Circuits], Editura Academiei Republicii Popular Romîne, Bucarest, 1961–62.OCLC 15371418 OCLC 15371418
- Théorie structurelle des automates finis, Gauthier-Villars, París, 1967.OCLC 9049760 OCLC 9049760
- La teoria algebraica dels circuits de commutació, Pergamon Press, Oxford, Nova York, 1969.ISBN 0-08-010148-8 ISBN 0-08-010148-8

## Llibres i articles sobre Moisil
- George Georgescu, Afrodita Iorgulescu, Sergiu Rudeanu, "Grigore C. Moisil (1906–1973) and his School in Algebraic Logic", International Journal of Computers, Communications & Control, vol. 1 (2006), no.1, 81–99.
- Solomon Marcus, "Grigore C. Moisil: A life becoming a myth", International Journal of Computers, Communications & Control, vol. 1 (2006), no. 1, 73–79.
- Viorica Moisil, "Once upon a time... Grigore Moisil" (A fost odată... Grigore Moisil), Bucharest: Curtea Veche, 2002. ISBN 973-8356-09-1
- Sergiu Rudeanu, Afrodita Iorgulescu, George Georgescu and Cătălin Ioniţă, "G. C. Moisil memorial issue", Multiple-Valued Logic6 (2001), no. 1-2. Gordon and Breach, Yverdon, 2001. MR 1817431